# P-1500 „Monster“
P-1500 „Monster“ beschreibt ein überschweres Panzerprojekt aus der Zeit des deutschen Nationalsozialismus. Das als Landkreuzer bezeichnete Fahrzeug ähnelt einer gigantischen Selbstfahrlafette.

## Geschichte und Entwicklung
Das Projekt P-1500 „Monster“ wurde, wie das des Landkreuzer P-1000 „Ratte“, von Eduard Grote entworfen und durch das Interesse von Adolf Hitler an Krupp weitergegeben. Krupp entwickelte bis 1943 die beiden Landkreuzer weiter, das Vorhaben wurde jedoch von Albert Speer gestoppt. Dieser sah in den Fahrzeugen keine Effektivität, sondern nur die Verschwendung von Ressourcen.

## Technische Aspekte
Technisch gesehen ist der P-1500 „Monster“ eine fahrbare Variante des 80-cm-Geschützes „schwerer Gustav“. Dieses Eisenbahngeschütz ist das größte jemals gebaute Geschütz. Allein für die Montage bedarf es 56 Stunden. Um das Geschütz aufzustellen, benötigte man fünf bis sechs Wochen, da man Munition heranschaffen, FlaK-Stellungen aufbauen, Unterkünfte bauen und vieles mehr tun musste. Aufgrund fehlender Konstruktionszeichnungen ist kein genaues Aussehen zu ermitteln.